# Nacionalni park Sutjeska
Nacionalni park Sutjeska najstariji je nacionalni park u Bosni i Hercegovini. 
Ovdje se nalazi i posljednja prašuma u Europi - Perućica. U Sutjesci se nalazi i najviši planinski vrh u Bosni i Hercegovini Maglić na 2 386 m. Sutjeska je postala nacionalni park 1965. godine i prostire se na 17 500 ha i najbliži joj je grad Foča. 
Planina Maglić nalazi se na granici Bosne i Hercegovine i Crne Gore; može joj se prići iz nacionalnog parka, što predstavlja izazov za planinare, alpiniste i njima slične ljubitelje prirode. Rijeka Sutjeska je milijunima godina usijecala svoj put u kanjon i samo srce ovog nacionalnog parka. Ove Dinaride njene ljepote protežu duboko u Balkanski poluotok, sve do Prokletija na granici s Crnom Gorom i Albanijom. Neprohodan teritorij pomagao je partizanima pa je NP Sutjeska poznat i po bici.

## Vanjske poveznice
- NP Sutjeska Arhivirana inačica izvorne stranice od 14. kolovoza 2012. (Wayback Machine)